# Nová katedrála (České Budějovice)
Nová katedrála v Českých Budějovicích je nerealizovaný projekt, který měl vyřešit kapacitní nedostatečnost katedrály svatého Mikuláše. Inicioval jej biskup Martin Josef Říha v roce 1888. Architektonický návrh předložil Ludvík Lábler. Z několika možných lokací byl vybrán pozemek na současném Senovážném náměstí, kde v té době končil park Sady v podobě zahrady původní českobudějovické nemocnice. Proti stavbě nové katedrály se ostře vymezila německá menšina žijící v Českých Budějovicích, která jej kritizovala v dobovém tisku. Z důvodu úmrtí iniciátora, biskupa Říhy, kritiky a válečných událostí, došlo k rozhodnutí použít shromážděné prostředky na výstavbu kostela svatého Jana Nepomuckého na Lineckém předměstí, jenž vznikl v letech 1914–1915.

## Záměr
Od konce 19. století se řešila problematika nedostačující kapacity katedrály svatého Mikuláše. Od jmenování biskupa Františka Schönborna v roce 1883 se řešily plány na celkovou přestavbu a zvětšení katedrály svatého Mikuláše, ale k realizaci nedošlo. V pastýřském listu z 2. listopadu 1888 představil biskup Martin Josef Říha záměr výstavby nové katedrály. Argumentoval rostoucím počtem obyvatelstva a vysokým počtem školních dětí, které se během bohoslužeb nestihly ani vystřídat.

## Hledání prostředků
Myšlenku založit Matici pro vystavění kathedrálního chrámu Páně v Budějovicích uskutečnil biskup Říha ještě před koncem roku 1888 k příležitosti 40. výročí korunovace císaře Františka Josefa I. Od obyvatel v diecézi se očekávaly finanční příspěvky, od města pozemek. Byly shromážděny určité finanční prostředky. 16. ledna 1897 došlo k založení Spolku pro vystavění kathedrály v Budějovicích.

## Přijetí návrhu
Široká veřejnost přijala myšlenku vzniku nové katedrály pozitivně a přispívala do sbírky. Ostrou kritiku šířily německé noviny Budweißer Zeitung, podle kterých měla církev prostředky použít na péči o nemocné a chudé, případně na výstavbu vesnických kostelů.

## Lokace a návrh
Místní tisk uváděl možnost výstavby katedrály buďto na náměstí Přemysla Otakara II. namísto Samsonovy kašny, nebo na Senovážném náměstí v prostoru tehdejší nemocnice (dnešní pošty). Dochované návrhy zobrazují několik možných orientací stavby. V roce 1897 se město rozhodlo darovat pozemek na Senovážném náměstí. Roku 1904 předložil architekt Ludvík Lábler architektonický návrh trojlodní baziliky s příčnou lodí a čtyřmi věžemi v neorománském slohu.

## Krach záměru
Klíčovou osobností projektu zůstal biskup Říha. O výstavbu usiloval po celý svůj episkopát až do smrti v roce 1907, na novou katedrálu pamatoval i v závěti. Přesto po roce 1907 vzaly z několika důvodů jeho plány za své. Říhův nástupce, biskup Josef Antonín Hůlka, v roce 1908 i s ohledem na kritiku vyzval k diskuzi, zda pokračovat v záměru stavby, nebo použít prostředky k opravě stávající katedrály a založení dvou až tří periferních far. V rámci minimální odezvy převažoval příklon k druhé z možností. Město, které v roce 1897 schválilo dar parcely na Senovážném náměstí, se nechalo slyšet, že pro stavbu nové katedrály nemá žádný volný pozemek. S ohledem na tyto události rozhodlo 4. února 1909 vedení diecéze, že se shromážděné prostředky (přes 650 tisíc korun) použijí k opravě katedrály a jí příslušející fary plus jednoho až dvou periferních kostelů (v úvahu připadalo Pražské a Linecké předměstí). 5. února bylo rozhodnutí zveřejněno. S ohledem na nadcházející válečné události stačily prostředky pouze k výstavbě jednoho kostela, v letech 1914–1915 byl s jejich využitím vystaven kostel svatého Jana Nepomuckého na Lineckém předměstí.